# Monzonite

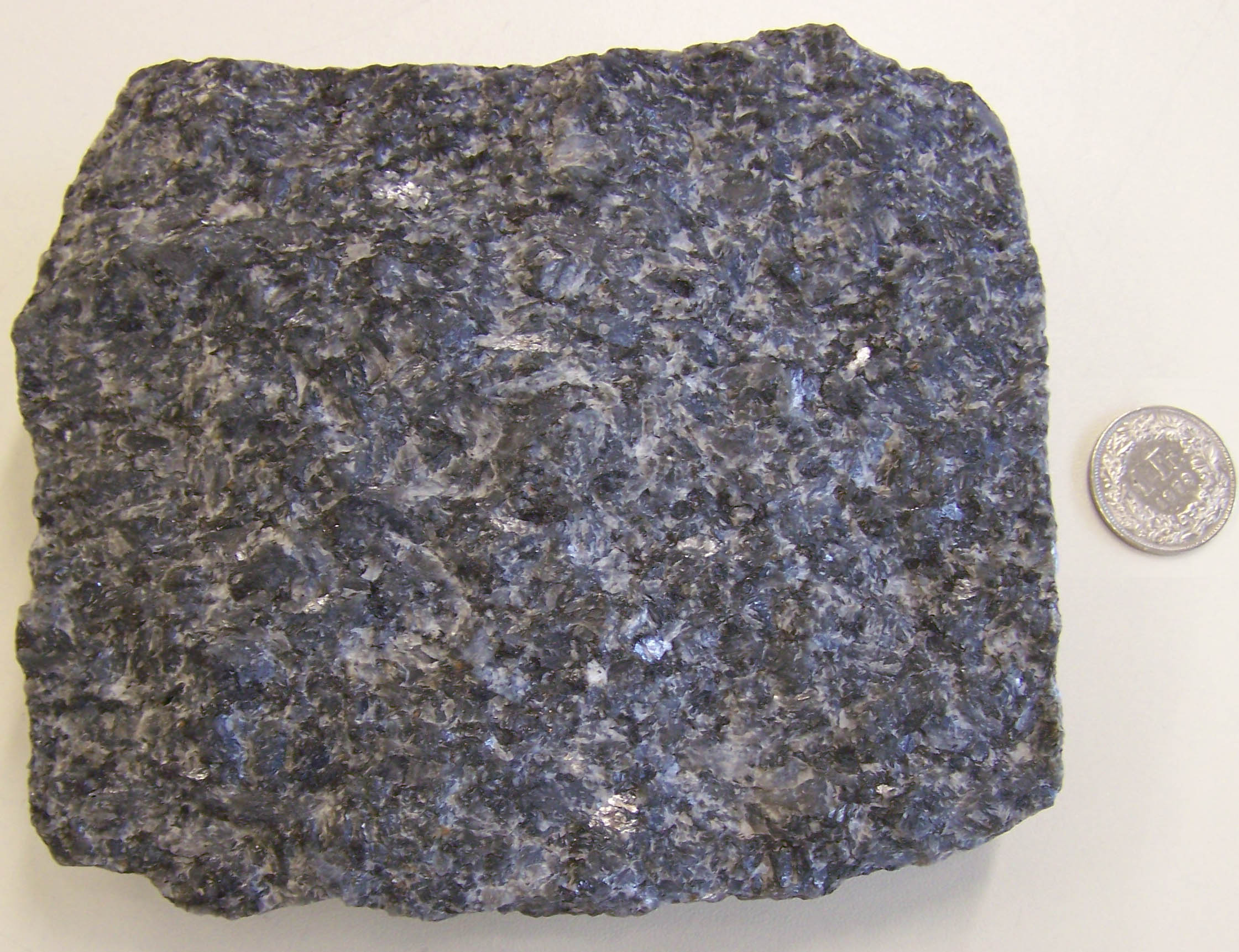
Monzonite (Larvikite) et une pièce pour donner l'échelle.

La monzonite, ou quartz monzonite, ou encore adamellite, est une roche magmatique plutonique à structure grenue composée d’orthose, de feldspath plagioclase, d’hornblende, d’augite et de biotite.
La roche volcanique équivalente est la trachyandésite.
On désigne par roches monzonitiques des roches composées de monzonite, possédant en proportions approximativement égales des feldspaths alcalins et des plagioclases (monzodiorite, monzogabbro, monzogranite).  
Le nom de monzonite, donné par Albert de Lapparent en 1864, vient de Monzoni dans les Alpes Tyroliennes (Italie).